# 罗拉多尔
罗拉多尔是巴西南大河州的一个市镇。总面积293.488平方公里，总人口2795人，人口密度9.5人/平方公里。